# Pram (együttes)
A Pram angol posztrock/experimental rock/avant-pop zenekar. 1988-ban alakultak a birminghami Moseley-ben.
Zenéjükben különleges hangszerek is hallhatóak, illetve olyan stílusok elemei, mint a krautrock, az exotica vagy a dub.
2008-ban feloszlottak, majd 2016-tól kezdve újból aktívak.
Zenei hatásaiknak a The Slits-et és a The Raincoats-ot tették meg. További hatásaik a Sonic Youth, a Pixies, a My Bloody Valentine, a The Fall, a Big Black, a The Residents és Alice Coltrane, illetve több dub és bhangra előadó.

## Diszkográfia
- The Stars Are So Big, The Earth Is So Small... Stay as You Are (1993)
- Helium (1994)
- Sargasso Sea (1995)
- North Pole Radio Station (1998)
- The Museum of Imaginary Animals (2000)
- Dark Island (2003)
- The Moving Frontier (2007)
- Across the Meridian (2018)

### Kislemezek, EP-k
- Gash (EP, 1992)
- Iron Lung (EP, 1993)
- Meshes (EP, 1994)
- Music for Your Movies (EP, 1996)
- Omnichord (1997)
- Sleepy Sweet (EP, 1998)
- The Last Astronaut (1998)
- Keep in a Dry Place and Away From Children (1999)
- The Owl Service (2000)
- Somniloquy (EP, 2001)
- Prisoner of the Seven Pines (EP, 2008)

### Válogatáslemezek
- Perambulations (1995)
- Gash (1997), a "Parambulations" dalaival kiegészítve
- Telemetric Melodies (1999)

### DVD-k
- Shadow Shows of the Phantascope (2008)